# 撒爾塔人

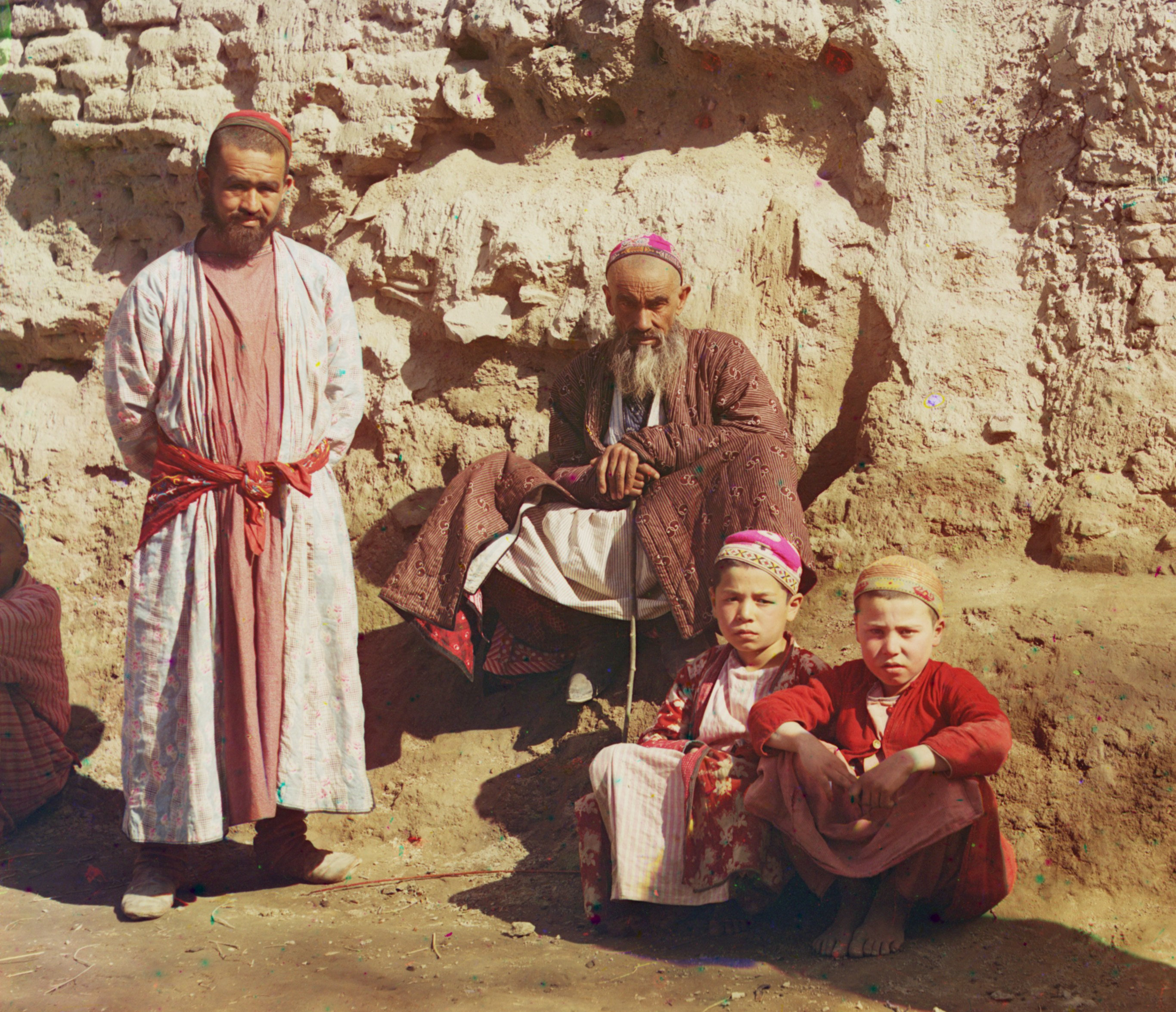
1915年的撒爾塔人

撒爾塔人（Sart）又稱薩爾特人，是中亞和中東的定居民，如城市的居民、商人或农民。撒爾塔Sart源自梵語Sarthavaha，意為「商人」或「商隊領袖」。

## 起源
撒尔塔一詞最早出现在1070年黑汗王朝作品《福乐智慧》，15世纪作家阿里希爾·纳沃伊（1441–1501）的著作中也有提及撒爾塔。
突厥人最初用撒爾塔人來指稱定居於喀什噶尔的農民和商人，或葛邏祿人如阿爾斯蘭汗。後來隨著部分突厥人的定居化、波斯化，以及中亞民族的突厥化，撒爾塔人改指定居的突厥人，突厥化的粟特人、花剌子模人、塔吉克人和波斯人。花剌子模曾被稱為撒爾塔兀勒。這時期的撒爾塔人操突厥语或伊朗语，信奉伊斯兰教，经营农业、手工业和商业，在人种上属高加索人种和蒙古人种的混合体。
19世纪时，撒尔塔人是指住在费尔干纳谷地、奇姆肯特、塔什干、锡尔河州南部的居民。現在的撒爾塔人則是指乌兹别克族、維吾爾族与塔吉克族。东乡族也是他们的后人，而且至今仍自稱「撒爾塔」（Sarta）或「桑塔」（Santa）。

## 資料來源
- 《中亞簡史》，巴托爾德著